# Tornike Sanikidze
Tornike Sanikidze, né le 1er janvier 1989 est un grand maître géorgien du jeu d'échecs.
En 2009, il remporte le championnat national de Géorgie. Il obtient le titre de grand maître international en 2008.
Voici quelques autres exemples : = 2e à Tbilissi 2005; = 2e à İzmir 2006; = 2e à Istanbul 2006; 1er à İzmir 2008; = 1er à Dresde 2009.
Au 1er septembre 2009, il est le 196e joueur mondial, avec un classement Elo de 2 600.